# Aspicilia njuljae
Aspicilia njuljae är en lavart som först beskrevs av H.Magn., och fick sitt nu gällande namn av Veli Johannes Paavo Bartholomeus Räsänen. Aspicilia njuljae ingår i släktet Aspicilia, och familjen Megasporaceae. Enligt den finländska rödlistan är arten sårbar i Finland. Arten är reproducerande i Sverige. Artens livsmiljö är fjällklippor, block- och stenmarker.